# Sofroniusz II (patriarcha Jerozolimy)
Sofroniusz II – prawosławny patriarcha Jerozolimy w latach 1040–1059.